# دايفيد لي
دايفيد لي (بالإنجليزية: David Li) (و. 1939 – م) هو سياسي، ورجل أعمال، ومصرفي، من المملكة المتحدة، ولد في لندن.

## مناصب
تولى منصب member of the Legislative Council (1 يوليو 1998–30 سبتمبر 2012)، وmember of the Provisional Legislative Council.

## التعليم
تعلم في Selwyn College, Cambridge ‏، وجامعة ووريك.

## جوائز
حصل على جوائز منها:
- وسام غراند باوهينيا (الصين)
- نجمة بواهينيا الذهبية [الإنجليزية]‏
- نيشان الامبراطورية البريطانية من رتبة ضابط.